# Face of Beauty International 2014
La 3.ª edición  de Face of Beauty International, correspondiente al año 2014; tuvo lugar el 15 de noviembre en el New Palace Grand Ballroom de la ciudad de Taichung, Taiwán. Candidatas de 38 países y territorios autónomos compitieron por el título. Al final del evento Diamond Langi – Face of Beauty International 2013 – de Tonga, coronó a Gimena Ghilarducci, de Argentina, como su sucesora.

## Resultados
| Posiciones                        | Candidata |
| --------------------------------- | --- |
| Face of Beauty International 2014 | - Argentina - Gimena Ghilarducci |
| Primera Finalista                 | - Fiyi - Nisheeka Lal |
| Segunda Finalista                 | - Inglaterra - Stefanie-Jayne Williams |
| Tercera Finalista                 | - Australia - Maddison-Clare Sloane |
| Cuarta Finalista                  | - Taiwán - Chen Xiao-Wen |
| Top 10                            | - Canadá - Chrystalle Omaga - Hungría - Dalma Nyitrai - Paraguay - Fátima Tatiana Rolin Trombetta - Perú - Ana Paula Valeria Manzanal - Rusia - Elena Paranchuk |

## Premios Especiales
| Título                      | Candidata                              |
| --------------------------- | -------------------------------------- |
| I AM ME                     | - Myanmar - Helen Myo Ko               |
| Embajadora de Turismo       | - Fiyi - Nisheeka Lal                  |
| Mejor en Deportes           | - Nueva Zelanda - Lydia Smit           |
| Mejor en Entrevista         | - Seychelles - Linda Cui               |
| Mejor en Talento            | - Taiwán - Chen Xiao-Wen               |
| Mejor en Traje Nacional     | - Myanmar - Helen Myo Ko               |
| Mejor en Traje de Baño      | - Perú - Ana Paula Valeria Manzanal    |
| Mejor en Traje de Noche     | - Inglaterra - Stefanie-Jayne Williams |
| Miss Fotogénica             | - Argentina - Gimena Ghilarducci       |
| Miss Simpatía               | - Lesoto - Mohau Mokotjomela           |
| Premio Popularidad en Línea | - Australia - Maddison-Clare Sloane    |

- Nota: Ganadoras según la página web oficial del concurso y referencias externas.[2]

## Historia
Para el año 2014 el certamen se llevó a cabo entre el 30 de octubre y el 18 de noviembre; en esta edición se dieron cita 38 candidatas de países y territorios autónomos, superando por uno la cantidad de representantes que la edición pasada. Sin embargo inicialmente se tenían confirmadas 65 participantes, lo que hace suponer la importancia del concurso a nivel internacional.
Para esta edición el concurso se traslada de país para probar la hospitalidad y las riquezas culturales y naturales de Taiwán, específicamente la bella ciudad de Taichung.

## Candidatas
38 candidatas compitieron por el título:
(En la tabla se utiliza su nombre completo, los sobrenombres van entrecomillados y los apellidos utilizados como nombre artístico, entre paréntesis; fuera de ella se utilizan sus nombres «artísticos» o simplificados).
| País/Territorio | Candidata                        |
| --------------- | -------------------------------- |
| Argentina       | Gimena Ghilarducci               |
| Australia       | Maddison-Clare Sloane            |
| Bélgica         | Jeanine Katarina Louise Ottenhof |
| Canadá          | Chrystalle Omaga                 |
| Corea del Sur   | Ju A-ryeong                      |
| El Salvador     | Katherine Lisette Ponce          |
| Escocia         | Gemma Susan Palmer               |
| Finlandia       | Maria Niemi                      |
| Fiyi            | Nisheeka Lal                     |
| Georgia         | Mariam Mikeltadze                |
| Guam            | Athena Eva Su McNinch            |
| Haití           | Phania Chateigne                 |
| Hungría         | Dalma Nyitrai                    |
| India           | Mohini Raaj Puniya               |
| Inglaterra      | Stefanie-Jayne Williams          |
| Japón           | Maki Ishizuka                    |
| Kosovo          | Blertina Hoxha                   |
| Lesoto          | Mohau Mokotjomela                |
| Malasia         | Yoyo Bek Hwee Shaung             |
| Mongolia        | Ariunzaya Batjargal              |
| Myanmar         | Helen Myo Ko                     |
| Nueva Zelanda   | Lydia Smit                       |
| Países Bajos    | Ivana Esther Robert              |
| Panamá          | Aileen Aracelys Barrios          |
| Paraguay        | Fátima Tatiana Rolin Trombetta   |
| Perú            | Ana Paula Valeria Manzanal       |
| Puerto Rico     | Melissa Nicole Lugo Ramos        |
| Rusia           | Elena Paranchuk                  |
| Samoa           | Evelyn Ulalei Vaigalu            |
| Seychelles      | Linda Cui                        |
| Siberia         | Anna Evseeva                     |
| Singapur        | Jacelyn Phang                    |
| Sri Lanka       | Milana Gamage                    |
| Suecia          | Emelie Nielsen                   |
| Suiza           | Nilda Giulia                     |
| Tailandia       | Tanchanok Petcharayuttapan       |
| Taiwán          | Chen Xiao-Wen                    |
| Tonga           | Silia Vaitai                     |

### Candidatas retiradas
- Albania - Klodiana Stela Matoshi
- Bangladés - Judy Rosario
- Camerún - Sikati Drusilli Rebecca
- China - Fei Yang
- Costa Rica - Raquel Guevara
- Eslovenia - Masa Denonik
- Guatemala - Ximena Arriola
- Italia - Vanessa Parisi
- Kazajistán - Sabina Adilkulova
- Kirguistán - Altynai Baiysbekova
- México - María Martínez
- Namibia - Paula Namundjebo
- Noruega - Arita Fejzulai
- República Checa - Lenka Josefiova
- Senegal - Vanessa Diallo
- Togo - Rosemarie Hantz
- Venezuela - Yuri Paola Urbano Castillo
- Vietnam - Thi An Nguyen
- Zambia - Hannah Chiwenda
- Zimbabue - Margret Brewer

### Candidatas reemplazadas
- Bélgica - Karo Termonia fue reemplazada por Jeanine Katarina Louise Ottenhof.
- Canadá - Jill Martin fue reemplazada por Chrystalle Omaga.
- India - Monika Rawat fue reemplazada por Mohini Raaj Puniya.
- Japón - Eriko Yoshii fue reemplazada por Maki Ishizuka.

## Datos acerca de las delegadas
- Algunas de las delegadas de Face of Beauty International 2014 participaron en otros certámenes internacionales de importancia:
  - Jeanine Katarina Louise Ottenhof (Bélgica) fue ganadora de Queen of the BeneLux 2013 y participó sin éxito en Miss Tierra 2013 representando a Bonaire.
  - Katherine Lisette Ponce (El Salvador) participó sin éxito en Miss Trifinio World 2013.
  - Gemma Susan Palmer (Escocia) participó sin éxito en Miss Eurovisión Internacional 2013, Miss Exquisite Face of the Universe 2013 y Miss Grand Internacional 2016.
  - Maria Niemi (Filandia) participó sin éxito en Miss Turismo del Milenio 2007, Miss Amistad Internacional 2010 y Miss Motores Internacional 2011.
  - Athena Eva Su McNinch (Guam) participó sin éxito en Miss Universo 2018 y Miss Internacional 2019.
  - Phania Chateigne (Haití) participó sin éxito en Miss Humanity International 2012.
  - Mohini Raaj Puniya (India) participó sin éxito en Miss Teen Exemplifying Excellence Nationally (T.E.E.N.) Pageants 2012.
  - Stefanie-Jayne Williams (Inglaterra) participó sin éxito en Miss Bikini Universo 2013 y Miss Eurovisión Internacional 2013.
  - Ivana Esther Robert (Países Bajos) participó sin éxito en Miss Teen of the Benelux 2014.
  - Fátima Tatiana Rolin Trombetta (Paraguay) participó sin éxito en Miss Internacional 2017.
  - Elena Paranchuk (Rusia) participó sin éxito en Miss Globo Internacional 2014 representando a Siberia.
  - Linda Cui (Seychelles) participó sin éxito en Miss Asia Pacífico Mundial 2010.
  - Chen Xiao-Wen (Taiwán) participó sin éxito en Miss Internacional 2013 y en Reina Mundial del Banano 2014.

## Sobre los países en Face of Beauty International 2014

### Naciones debutantes
| - Argentina - El Salvador - Escocia - Finlandia - Georgia - Guam - Haití - Hungría | - Japón - Lesoto - Myanmar - Paraguay - Puerto Rico - Seychelles - Sri Lanka - Suiza |

### Naciones que regresan a la competencia
Compitió por última vez en 2012:
- Samoa

### Naciones ausentes
| - Albania - Argelia - Bangladés - Brasil - China - Curazao - Dinamarca - Filipinas | - Irán - Namibia - Nepal - Nigeria - Pakistán - Portugal - Siria - Sudáfrica |